# Juan Martínez de Recalde
L'amiral Juan Martinez de Recalde (v. 1540 - 23 octobre 1588), est un officier de la marine espagnole, nommé amiral de la flotte et commandant en second de l'armée espagnole, et commandant de San Juan de Portugal. Il est chevalier de l'ordre de Santiago. 

## Vie et carrière
Juan Martínez de Recalde nait à Bilbao, en Biscaye, vers 1540 . Il rejoint la marine espagnole très jeune et rentre dans le Squadron de Biscay. Il commande une escorte de trois flottes aux Indes. Il acquiert une renommée lorsqu'il contribue au sauvetage d'un galion chargé d'or autour de l'Île de Madère, à la suite duquel il reçoit le commandement de la flotte de Laredo. Il se lie à l'influent amiral Álvaro de Bazán. C'est sous le commandement de Bazán que de Recalde participe à deux expéditions sur l'île de Terceras au début des années 1580. 
Plus tard au cours de cette décennie, il se voit confier le commandement d’une opération qui s'oppose aux Anglais en Irlande, où il débarque un certain nombre de soldats. Il est nommé amiral de la flotte, qui se voulait le fer de lance d'une invasion planifiée de l'Angleterre, opération placée sous le commandement général du duc de Medina-Sidonia, l'Invincible Armada. Il commande dans la bataille, l'escadron de Biscaye  mais plutôt que de commander depuis le navire-amiral de l'escadron, le Santa Ana, un vaisseau de 30 canons , il commande le navire vice-amiral de l'escadron principal, le San Juan de Portugal, vaisseau de 50 canons,. Il est également commandant en second de toute la flotte. En dépit de son rôle, de Recalde a peu de puissance opérationnelle et manque du soutien du duc. Il a plusieurs batailles à la limite de sa force. En outre, bien qu'il soit commandant en second, il n'obtient pas le commandement opérationnel de la flotte si le duc meurt; plutôt transmis à un noble, Don Alonso Martínez de Leiva. 
Il est séparé de la flotte lors d'une escarmouche en juillet 1588 et doit faire face à plusieurs des plus puissants navires anglais. Bien qu'il survive à la bataille, il perd un nombre important d'hommes et ses navires sont lourdement endommagés. Vers la fin de l'opération, il est obligé de faire escale à l'Irlande, puis rentre à La Corogne, souffrant de fièvre et de blessures dues aux combats. Il meurt quelques jours après que son escadron ait accosté au port. 